# Anna Sundqvist
Anna Irene Sundqvist Berg, född Sundqvist den 17 maj 1943 i Solna, Stockholms län, död 1 augusti 2010 i Danderyd, Stockholms län, var en svensk skådespelare, sångare och revyartist.

## Biografi
Anna Sundqvist gjorde sin debut redan som fyraåring då hon sjöng i radioprogrammet Barnens brevlåda. Vid 15 års ålder vann hon finalen av talangtävlingen Riksparaden. 1958 gjorde hon revydebut hos Pekka Langer och blev därefter engagerad hos Casino. Hon fick sitt genombrott i musikalen Stoppa världen, jag vill hoppa av mot Jan Malmsjö på Scalateatern 1963. Därefter följde en lång rad musikaler bland annat Hur man lyckas i affärer utan att egentligen anstränga sig, Ungkarlslyan och My Fair Lady. Hon har kallats för Sveriges Liza Minnelli.
Hon samarbetade med Povel Ramel i den sista Knäppupp-revyn De sista entusiasterna där hon gestaltade den hysteriska skrattmåsen Gaggan. Beppe Wolgers anlitade henne till sin revy Du grabbar på Idéonteatern. Hon medverkade i Casinorevyn på Intiman 1973 och var primadonna i två av Peter Flacks revyer i Örebro under 1980-talet.
Anna Sundqvist tilldelades Guldmasken för bästa kvinnliga biroll i komedin Omaka par (1987) och medverkade två år senare i farsen Happy End, båda på Maximteatern i Stockholm. I TV medverkade hon bland annat i Povel Ramels Semlons gröna dalar (1977), Varuhuset (1988) och Pratmakarna (1991).
I mitten av 1990-talet minskade plötsligt anbuden och karriären klingade av. Hon konstaterade i en intervju att hon var för ung för att spela gammal och för gammal för att spela ung. Hon hedrades med Stallbrödernas pris Revyräven 1998.
Anna Sundqvist var från 1977 gift med försäljaren Rolf Berg. Hon är gravsatt i minneslunden på Danderyds kyrkogård.

## Filmografi (komplett)

### Filmer
- 1961 – Vi fixar allt – Oskarssons sekreterare
- 1963 – Mordvapen till salu – Eva ”Tuff” Larsson
- 1963 – Fan ger ett anbud – Lilian
- 1964 – Äktenskapsbrottaren – Svea
- 1964 – Älskling på vift – Mona Bergström, Miss Sjövika och Miss FN
- 1967 – Lorden från gränden
- 1968 – Fanny Hill – krogsångerska
- 1975 – Kom till Casino – revyartist
- 1976 – Oscarsteatern 70 år
- 1998 – Mulan – äktenskapsmäklerskan

### TV-serier
- 1976 – Farbror Frippes skafferi
- 1977 – Semlons gröna dalar – Pontussa Pytting
- 1981 – Skärp dig, älskling! (TV-serie) – Linnea
- 1985 – Hemma hoz
- 1988–1989 – Varuhuset – Solveig Nilsson

### Tv-medverkan
- 8 oktober 1966 – Hylands hörna
- 13 februari 1971 – Hylands hörna
- 3 november 1973 – Lill show
- 24 augusti 1979 – Allsång på Skansen
- 14 augusti 1982 – Sensommarshow på Berns (Glada gamla Berns), en kavalkad av varietévisor och kupletter från sekelskiftet
- 21 augusti 1982 – Sensommarshow på Berns (Härligt, härligt men farligt, farligt), en kavalkad av Fred Winter melodier [4]

## Teater

### Roller (ej komplett)
| År   | Roll            | Produktion | Regi                | Teater              |
| ---- | --------------- | --- | ------------------- | ------------------- |
| 1960 | Medverkande     | 11 44 99, revy | Stig-Ossian Ericson | Casinoteatern       |
| 1964 | Hedy la Rue     | Hur man lyckas i affärer utan att egentligen anstränga sig (How to Succeed in Business Without Really Trying) Frank Loesser, Abe Burrows, Jack Weinstock och Willie Gilbert | Folke Abenius       | Oscarsteatern       |
| 1965 | Medverkande     | Du grabbar, revy Beppe Wolgers och Åke Söderqvist | Claes von Rettig    | Idéonteatern        |
| 1966 | Medverkande     | AHA, revy Gösta Bernhard och Stig Bergendorff | Bo Hermansson       | Lisebergsteatern    |
| 1966 | Irene Molloy    | Hello, Dolly! Michael Stewart och Jerry Herman | Sven Aage Larsen    | Oscarsteatern       |
| 1967 | Medverkande     | Svendska revyn, revy Svend Asmussen och Beppe Wolgers | Mille Schmidt       | Idéonteatern        |
| 1967 | Viola           | Milda makter (You're a Good Man, Charlie Brown) Clark Gesner | Jackie Söderman     | Idéonteatern        |
| 1968 | Medverkande     | De sista entusiasterna, revy Povel Ramel och Beppe Wolgers | Hasse Ekman         | Idéonteatern/ Turné |
| 1969 | Marge           | Ungkarlslyan (Promises, Promises) Burt Bacharach, Hal David och Neil Simon                                                                                                  | Ivo Cramér          | Oscarsteatern       |
| 1970 | Stasi           | Csardasfurstinnan (Die Csárdásfürstin) Emmerich Kálmán, Leo Stein och Béla Jenbach                                                                                          | Isa Quensel         | Oscarsteatern       |
| 1971 |                 | Gröna hissen (Fair and Warmer) Avery Hopwood | Isa Quensel         | Maximteatern        |
| 1972 | Medverkande     | Sånt folk!, revy Carl Zetterström | Lars Amble          | Maximteatern        |
| 1977 | Eliza Doolittle | My Fair Lady Frederick Loewe och Alan Jay Lerner | Henny Mürer         | Oscarsteatern       |
| 1979 | Grace Farrell   | Annie Charles Strouse, Thomas Meehan och Martin Charnin | Stig Olin           | Folkan              |
| 1980 | Fru Peachum     | Tolvskillingsoperan (Die Dreigroschenoper) Bertolt Brecht och Kurt Weill | Lars Göran Carlson  | Parkteatern         |
| 1983 | Saraghina       | Nine Maury Yeston | Gene Nettles        | Oscarsteatern       |
| 1987 | Vera            | Omaka par (The Odd Couple) Neil Simon | Lars Amble          | Maximteatern        |
| 1989 |                 | Happy End (Situation Comedy) Brian Cooke och Johnnie Mortimer | Lars Amble          | Maximteatern        |
| 1992 |                 | Trassel (Out of Order) Ray Cooney | Lars Amble          | Maximteatern        |
| 1994 | Fräulein Kost   | Cabaret John Kander, Fred Ebb och Joe Masteroff | Lars-Erik Liedholm  | Intiman             |

## Priser och utmärkelser
- 1998 – Revyräven
- 2003 – Purjolökspriset